# Arrhenatherum
Arrhenatherum, comúnmente llamada avena, es un género de plantas de la familia de las poáceas, con siete especies y subespecies.

## Descripción
Planta perenne muy común, crece en Europa y en el litoral mediterráneo. Posee raíces amarillentas y unos lustrosos tallos de hojas lisas y liguladas que llegan a tener 1,5 m de altura, aunque mueren en invierno. Las inflorescencias crecen en un panículo con 2 espiguillas florales bisexuadas.

## Taxonomía
El género fue descrito por Ambroise Marie François Joseph Palisot de Beauvois y publicado en Essai d'une Nouvelle Agrostographie 55, 152–153. 1812. La especie tipo es: Arrhenatherum avenaceum P. Beauv. ex Boiss.

## Citología
El número cromosómico básico del género es x = 7, con números cromosómicos somáticos de 2n = 14, 28 y 42, ya que hay especies diploides y una serie poliploide.
Etimología
Arrhenatherum: nombre genérico que deriva del griego arrhen = "masculino" y ather = "arista", en alusión a la arista del florete masculino.

## Especies
- Arrhenatherum album (Vahl) W. D. Clayton
- Arrhenatherum calderae
- Arrhenatherum elatius (L.) Beauv. ex L. et C. Presl
- Arrhenatherum elatius var. bulbosum
- Arrhenatherum elatius var. elatius
- Arrhenatherum kotschyii
- Arrhenatherum longifolium
- Arrhennatherum palaestinum[3]